# Lysiosquilloides
Lysiosquilloides is een geslacht van kreeftachtigen uit de klasse van de Malacostraca (Hogere kreeftachtigen).

## Soorten
- Lysiosquilloides aulacorhynchus (Cadenat, 1957)
- Lysiosquilloides mapia Erdmann & Boyer, 2003
- Lysiosquilloides siamensis (Naiyanetr, 1980)